# سوزان بویکه
سوزان بویکه (آلمانی: Susann Beucke؛ زادهٔ ۱۱ ژوئن ۱۹۹۱) قایقران قایق بادبانی زن اهل آلمان است.